# Triaenobunus montanus
Triaenobunus montanus is een hooiwagen uit de familie Triaenonychidae.